# 白井市立桜台中学校
白井市立桜台中学校（しろいしりつ さくらだいちゅうがっこう）は、千葉県白井市桜台にある公立中学校。

## 沿革
- 1994年（平成6年）4月[3] - 白井町立白井中学校より分離・開校。2009年時点で白井市の中で最も新しい公立中学校。
- 1995年（平成7年）2月[3] - 校歌、校章制定。校章は山桜。
- 2001年（平成13年）4月1日 - 白井町の市制施行により、白井市立桜台中学校と改称。
- 2008年（平成20年） - 2学期制実施[1]。

## 所在地
- 千葉県白井市桜台3丁目27番地

## 通学区域
出典
- 桜台2丁目
- 桜台3丁目
- 桜台4丁目
- 十余一（一部）
- 清戸
- 谷田
- 武西
- 神々廻（一部）

## 部活動
- 2003年に行われた第17回関東少年剣道錬成大会で女子が優勝している。
- 2003年に行われた第3回東日本吹奏楽コンクールで金賞を受賞。
- 2005年に行われた第12回千葉県中学生新人テニス選手権大会・団体戦で男子が3位。
- 2009年に行われた第63回全日本中学陸上競技選手権大会に女子幅跳び出場。
- 2010年9月18日に行われた第16回東関東吹奏楽コンクールで金賞を受賞。

## アクセス
- 北総鉄道・京成電鉄千葉ニュータウン中央駅から徒歩20分。

以下は、学校ホームページには記載無いが、アクセス可能。
- 京成バス千葉セントラル・白井市コミュニティバス・鎌ヶ谷観光バスで、「桜台中学校」停留所下車。

## 周辺
- 白井市立桜台小学校 - 同一建物内
- 白井市桜台センター（公民館・児童館・図書室の3つが集まった複合施設）
- 十余一公園

## その他
- 開校から、まだわずか15年程度と歴史は浅く、地域の人口が増加しつつあるが、生徒数は漸減か横ばいである。
- 白井市立桜台小学校と連絡通路で繋がっていることもあり、同小学校の生徒との交流もさかんに行なわれている。
- また通学区域が同じため、ほとんどの生徒の顔ぶれは9年間変わらない。
- 行列のできる法律相談所や、映画ちはやふるなどの撮影場所になったことがある。
- 自校給食で、温かい給食が毎日食べられる。